# العلاقات البحرينية السنغافورية
العلاقات البحرينية السنغافورية هي العلاقات الثنائية التي تجمع بين البحرين وسنغافورة.

## مقارنة بين البلدين
هذه مقارنة عامة ومرجعية للدولتين:
| وجه المقارنة                                              | البحرين       | سنغافورة                                                             |
| --------------------------------------------------------- | ------------- | -------------------------------------------------------------------- |
| المساحة (كم2)                                             | 765           | 719                                                                  |
| عدد السكان (نسمة)                                         | 1.49 مليون    | 5.89 مليون                                                           |
| الكثافة السكانية (ن./كم²)                                 | 194.77 ألف    | 819.19 ألف                                                           |
| العاصمة                                                   | المنامة       | سنغافورة                                                             |
| اللغة الرسمية                                             | اللغة العربية | لغة إنجليزية، اللغة الملايو، اللغة الصينية القياسية، اللغة التاميلية |
| العملة                                                    | دينار بحريني  | دولار سنغافوري                                                       |
| الناتج المحلي الإجمالي (بليون دولار)                      | 35.31 مليار   | 323.91 مليار                                                         |
| الناتج المحلي الإجمالي (تعادل القوة الشرائية) بليون دولار | 64.16 مليار   | 472.59 مليار                                                         |
| الناتج المحلي الإجمالي الاسمي للفرد دولار أمريكي          | 22.60 ألف     | 52.89 ألف                                                            |
| الناتج المحلي الإجمالي للفرد دولار أمريكي                 | 45.50 ألف     | 82.76 ألف                                                            |
| مؤشر التنمية البشرية                                      | 0.824         | 0.925                                                                |
| رمز المكالمات الدولي                                      | +973          | +65                                                                  |
| رمز الإنترنت                                              | .bh           | .sg                                                                  |
| المنطقة الزمنية                                           | ت ع م+03:00   | ت ع م+08:00، توقيت سنغافورة المنسق ‏                                  |

## منظمات دولية مشتركة
يشترك البلدان في عضوية مجموعة من المنظمات الدولية، منها:
| علم المنظمة | اسم المنظمة                               | تاريخ انضمام البحرين | تاريخ انضمام سنغافورة |
| ----------- | ----------------------------------------- | -------------------- | --------------------- |
|             | يونسكو                                    | 18 يناير 1972        | 8 أكتوبر 2007         |
|             | وكالة ضمان الاستثمار متعدد الأطراف        | 12 أبريل 1988        | 24 فبراير 1998        |
|             | الأمم المتحدة                             | 21 سبتمبر 1971       | 21 سبتمبر 1965        |
|             | الاتحاد البريدي العالمي                   | ?                    | ?                     |
|             | البنك الدولي للإنشاء والتعمير             | 15 سبتمبر 1972       | 3 أغسطس 1966          |
|             | المنظمة الهيدروغرافية الدولية             | ?                    | ?                     |
|             | الاتحاد الدولي للاتصالات                  | 1975                 | 22 أكتوبر 1965        |
|             | منظمة حظر الأسلحة الكيميائية              | ?                    | ?                     |
|             | مؤسسة التمويل الدولية                     | 22 سبتمبر 1995       | 4 سبتمبر 1968         |
|             | المركز الدولي لتسوية المنازعات الاستشارية | 15 مارس 1996         | 13 نوفمبر 1968        |
|             | منظمة التجارة العالمية                    | ?                    | ?                     |
|             | منظمة الشرطة الجنائية الدولية             | ?                    | ?                     |

## وصلات خارجية
- موقع وزارة الخارجية البحرينية
- موقع وزارة الخارجية السنغافورية